# Serie A2 1987-1988 (pallanuoto maschile)
La Serie A2 1987-1988 è stata la quarta edizione di questo torneo, il secondo livello del Campionato italiano di pallanuoto maschile.

Lazio e Bogliasco si guadagnano la promozione diretta in A1 e l'accesso ai Play off scudetto, inoltre, grazie all'introduzione dei Play-out, anche Sori e Nervi conquistano la massima serie.

## Classifica finale
|  |     | Serie A2 '87-'88   | Pt | G  | V | N | P | GF | GS | DR |
|  | --- | ------------------ | -- | -- | - | - | - | -- | -- | -- |
|  | 1.  | Lazio              | 36 | 22 |   |   |   |    |    |    |
|  | 2.  | Bogliasco          | 30 | 22 |   |   |   |    |    |    |
|  | 3.  | Sori               | 28 | 22 |   |   |   |    |    |    |
|  | 4.  | Nervi              | 24 | 22 |   |   |   |    |    |    |
|  | 5.  | Fiamme Oro         | 23 | 22 |   |   |   |    |    |    |
|  | 6.  | Salerno            | 23 | 22 |   |   |   |    |    |    |
|  | 7.  | Catania            | 22 | 22 |   |   |   |    |    |    |
|  | 8.  | Calidarium Palermo | 22 | 22 |   |   |   |    |    |    |
|  | 9.  | Mameli             | 17 | 22 |   |   |   |    |    |    |
|  | 10. | Cagliari           | 17 | 22 |   |   |   |    |    |    |
|  | 11. | Sturla             | 13 | 22 |   |   |   |    |    |    |
|  | 12. | Vomero             | 9  | 22 |   |   |   |    |    |    |

## Verdetti
- Lazio e RN Bogliasco promosse in serie A1 e ammesse ai Play-off Scudetto
- RN Sori e Nervi promosse in A1 attraverso i Play-out
- RN Cagliari, Sturla e Vomero retrocesse in Serie B